# Retibythere (Bathybythere) vandenboldi
Retibythere (Bathybythere) vandenboldi is een mosselkreeftjessoort uit de familie van de Bythocytheridae. De wetenschappelijke naam van de soort is voor het eerst geldig gepubliceerd in 1960 door Ruggieri.